# Granville, Pennsylvania
Granville är en ort i Mifflin County i delstaten Pennsylvania, USA.